# 梅讷图拉泰勒
梅讷图拉泰勒（法語：Menetou-Râtel，法語發音：[mɛntu ʁatɛl] ⓘ）是法国谢尔省的一个市镇，属于布尔日区。

## 地理
梅讷图拉泰勒（47°21'4"N, 2°45'21"E）面积28.01 平方千米，位于法国中央-卢瓦尔河谷大区谢尔省，该省份为法国中部省份，北起卢瓦雷省，西接卢瓦-谢尔省和安德尔省，南至克勒兹省，东南接阿列省，东临涅夫勒省。
与梅讷图拉泰勒接壤的市镇（或旧市镇、城区）包括：比埃、桑塞尔地区克雷藏西、桑塞尔、桑博热、叙布利尼、叙里昂沃、韦尔迪尼。
梅讷图拉泰勒的时区为UTC+01:00、UTC+02:00（夏令时）。

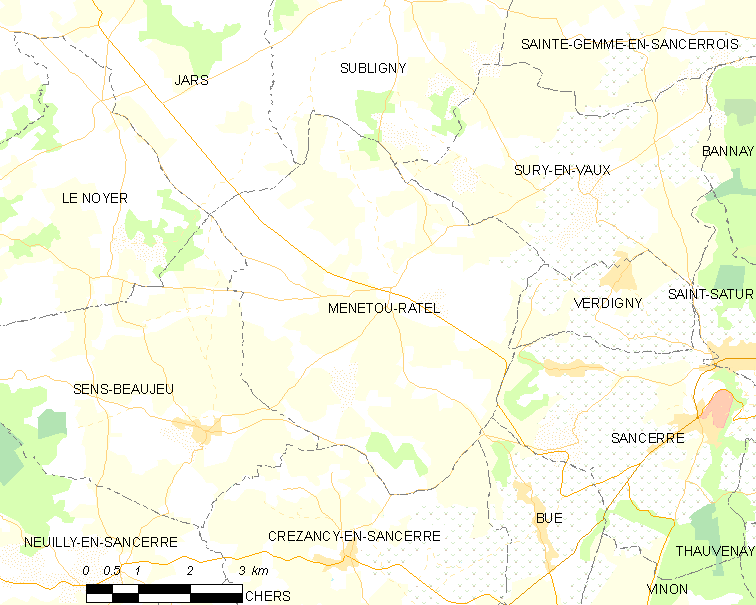
梅讷图拉泰勒的OSM定位图

## 行政
梅讷图拉泰勒的邮政编码为18300，INSEE市镇编码为18144。

## 政治
梅讷图拉泰勒所属的省级选区为桑塞尔县。

## 人口

1962-2008年间梅讷图拉泰勒人口变化图示

梅讷图拉泰勒于2022年1月1日时的人口数量为463人。